# 生活加油站
《生活加油站》（英語：Enrich Your Lifestyle）是亞洲電視製作的清談資訊節目，由袁文傑、黎燕珊等主持。節目由2010年3月8日起首播，每集大約30分鐘（連廣告）。

## 環節
- Eva會客室
- 玄之又玄
- 食神駕到
- 緣來是你
- 藥膳寶典
- 養生學會
- 至營細路哥
- 健康資訊
- 關心一線
- 營養匯集
- 親子樂園

## 外部連結
- aTV 生活加油站 網頁
- aTV 生活加油站 網上重溫